# Perusia ignescens
Perusia ignescens là một loài bướm đêm trong họ Geometridae. Loài này được Butler miêu tả khoa học lần đầu tiên năm 1882.